# Medal Pendżabu
Medal Pendżabu (ang. Punjab Medal) – jeden z medali kampanii brytyjskich ustanowiony 2 kwietnia 1849, w celu nagradzania brytyjskich oficerów i żołnierzy wszystkich rang oraz członków Kompanii Wschodnioindyjskiej, którzy służyli w Pendżabie w kampanii 1848–1849, w operacjach kończących brytyjską aneksję Pendżabu.

## Historia
Kampania w Pendżabie była kontynuacją wojny nad rzeką Satledź (za którą nadawano oddzielny medal – Sutlej Medal), która pozostawiła sikhijskich bojowników w stanie umożliwiającym im kontynuowanie walk. Rebelia ta trwała do czasu pokonania buntowniczej armii Sikhów w roku 1848.

## Zasady nadawania
Medal autoryzowano dla wszystkich, którzy służyli w Pendżabie pomiędzy 7 września 1848 i 14 marca 1849. Żadna jednostka nie zakwalifikowała się do otrzymania dwóch klamer Mooltan i Chilianwala. Medal bez klamer wydawano jednostkom obecnym w Pendżabie, ale nie biorącym udziału w żadnej z bitew.

## Klamry medalu
Usankcjonowano trzy klamry medalu ale jeden nagrodzony mógł otrzymać tylko dwie. Wiele medali bez klamer wydano żołnierzom, którzy nie brali udziału w żadnej z trzech głównych bitew.
- Mooltan

7 września 1848–22 stycznia 1849. Nadawany żołnierzom zaangażowanym w oblężeniu Multan
- Chilianwala

13 stycznia 1849. Nadawany żołnierzom pod dowództwem Lorda Gougha, który pokonał armię Sikhów dowodzoną przez generałów Shere Singh i Lal Singh niedaleko miejscowości Chilianwala.
- Goojerat

21 lutego 1849. Nadawany żołnierzom pod dowództwem Lorda Gougha, który pokonał armię Sikhów dowodzoną przez generała Shere Singh pod Gujrat.

## Opis medalu
Awers: głowa w diademie królowej Wiktorii z inskrypcją VICTORIA REGINA
Rewers: przedstawia poddanie się armii Sikhów generałowi sir Walterowi Gilbertowi, w tle przypatrujący się temu wydarzeniu żołnierze Kompanii Wschodnioindyjskiej. Na górze legenda TO THE ARMY OF THE PUNJAB, pod spodem rok napisany cyframi rzymskimi MDCCCXLIX (1849).